# Škoda 406
Škoda 406 byl užitkový automobil vyráběný v československé automobilce Škoda. Vyráběl se hlavně jako klasický valník, produkovány byly také verze autobusová a další. Výroba začala roku 1934 a skončila v roce 1942, vyrobilo se 769 těchto vozidel. Souběžně byla produkována také čtyřválcová varianta Škoda 404.
Motor byl vodou chlazený řadový vznětový šestiválec OHV o objemu 8554 cm³, pocházel z typu 606. Měl výkon 74 kW (100 koní), později se zvýšil na 77 kW (105 koní). Vůz vážící zhruba 3–4 tuny s ním dosahoval rychlosti okolo 81 km/h.
Model byl vyráběn ve třech délkových verzích, nejkratší 406 D, s prodlouženým rozvorem a nízkým rámem (406 DN) a s dlouhým rozvorem a nízkým rámem (406 DND). Varianty s nízkým rámem byly vhodné pro nástavbu autobusovou karoserií, kterou kromě mladoboleslavské automobily realizovalo i množství dalších československých karosáren (např. Sodomka). Autobusy 406 DN měly při uspořádání interiéru s podélnými lavicemi kapacitu 22 sedících a 20 stojících cestujících, verze s příčně umístěnými sedadly mohla pojmout 30 sedících cestujících.